# Bazofilija
Bazofilija je naziv za povećani broj bazofilnih granulocita (jedne od grupa leukocit) u krvi iznad normalnih vrijednosti, koji se može pronaći kao posljedica određenih bolesti organizma.
Normalne vrijednosti bazofila u krvi su od 10 do 60/mm3 (0,01-0,06 * 109/L) za odrasle osobe.
Uzroci bazofilije mogu biti određene virusne infekcije (vodene kozice, gripa), alergije, upalne bolesti, endokrinološki poremećaji (hipotireoza, šećerna bolest) ili maligne bolesti (npr. bazofilna leukemija, mijeloproliferativni sindrom). 
|  | Molimo pročitajte upozorenje o korištenju medicinskih informacija. Ne provodite liječenje bez savjetovanja s liječnikom! |